# Белиш
Белиш (болг. Белиш) — село в Болгарии. Находится в Ловечской области, входит в общину Троян. Население составляет 172 человека.
Находится у подножия Старой Планины. В непосредственной близости находится  знаменитый Троянский монастырь.